# منیژه دولت
منیژه دولت (تاجیکی: Манижа Давлатова؛ زاده ۳۱ دسامبر ۱۹۸۲) خواننده اهل تاجیکستان بود.

## زندگی‌
منیژه پس از فارغ التحصیلی از دبیرستان در سال ۱۹۹۹، وارد دانشکده زبان‌های خارجی دانشگاه دولتی کولاب شد و در سال ۲۰۰۱ به دانشکده روزنامه‌نگاری دانشگاه ملی تاجیکستان منتقل شد که در آن فارغ التحصیل شد. 
او کار پاپ خود را در سال ۲۰۰۱ با آهنگ "در رودخانه" آغاز کرد. او خواننده و آهنگساز "ذکری اولوه" را اولین استاد خود می‌داند.
این خواننده در حال حاضر دو آلبوم دارد که هر دو در شهر مزارشریف افغانستان ضبط شده‌اند. علاوه بر این، این خواننده با موفقیت یک کنسرت در کابل برگزار کرد. منیژا دولت در میان مردم تاجیک بسیار محبوب است و طرفداران زیادی هم در زادگاهش تاجیکستان و هم در افغانستان و ایران دارد.
منیژه از سال ۲۰۰۶ به بعد هیچگونه اجرایی نداشته‌است. اگرچه برای سایر خوانندگان ترانه می‌نویسد، او در این‌باره می‌گوید.
علاقه به صحنه را از دست دادم. استعداد هدیه خداست. وقتی امروز می‌بینم صحنه موسیقی تاجیکستان به چه چیزی تبدیل شده‌است، حالم بد می‌شود و به خودم اطمینان می‌دهم که چقدر خوب است که در میان آنها نیستم. این غیرقابل قبول است که در تبلیغات تلویزیونی یک کنسرت از هنرمندان محبوب صحبت شود، اما در واقع در کنار آنها، شبه خوانندگان کاملاً متفاوت و بی صدا اجرا کنند که حتی نباید اجازه داد به صحنه نزدیک شوند. به دلیل آهنگ های بی کیفیت که شنوندگان ما به آن عادت کرده‌اند، فرهنگ ملی در حال نابودی است. و این هنوز هم از شبکه های تلویزیونی داخلی که آینه جامعه هستند و ذوق و سلیقه را می‌پرورانند نشان می‌دهد.
این خواننده همچنین تصمیم خود برای ترک صحنه را به دلایل مذهبی توجیه می کند:
از یک طرف یاد گرفتم که آواز خواندن و سرگرم کردن دیگران در پیشگاه خداوند گناه است. و این همان چیزی بود که استادم به من گفت که از او درس هایی از قرآن کریم می‌گیرم. از طرفی دوستانم نه تنها درخواست می‌کنند، بلکه التماس هم می‌کنند که بخوانم، زیرا به گفته خودشان با این کار بیشتر مرتکب گناه می‌شوم، زیرا لذت گوش دادن به آهنگ‌های مورد علاقه را از مردم سلب می‌کنم. به نظر من وقتی انسان با علم به اینکه دارد گناه می‌کند باز هم گناه می‌کند، این یک شر مضاعف است. اما اگر آواز نخوانم، نمی توانم عادی زندگی کنم، زیرا آهنگ‌ها معنای تمام زندگی من هستند. من فقط در مورد اسلام و پیامبر خواهم خواند.

## ترانه‌شناسی

#### آلبوم‌ها
تاکنون دو آلبوم از آهنگ‌های وی تهیه شده است:
- "سرنوشت من"
- "به یاد پدر"

#### آهنگ‌ها
- چشم سیا
- دوستت دارم
- مرا میشناسی
- بهتر از جان
- شخص دیگری
- عشق
- سرنوشت من
- قلبم درد می‌کند
- مسافر
- گل صحرایی
- نامه شما
- سوز دل من کجاست
- قلب روح
- لیلی گل من است
- یاره رفته
- دل درد
- بوسه
- بدان